# مناظره‌های ریاست‌جمهوری ایالات متحده آمریکا (۲۰۲۴)
مناظره‌های ریاست جمهوری ایالات متّحده آمریکا (۲۰۲۴) مجموعه‌ای از مناظرات بین نامزدهای اصلی انتخابات ریاست‌جمهوری ۲۰۲۴ ایالات متحده آمریکا است. مناظرهٔ اول با حمایت سی‌ان‌ان و با حضور جو بایدن و دونالد ترامپ در ۲۷ ژوئن ۲۰۲۴ برگزار شد. مناظرهٔ دوم با حمایت ای‌بی‌سی در ۱۰ سپتامبر ۲۰۲۴ برگزار شد.
در ابتدا قرار بود چهار مناظره انتخاباتی عمومی با حمایت کمیسیون مناظرات ریاست جمهوری (CPD) بین ۱۶ سپتامبر و ۹ اکتبر ۲۰۲۴ برگزار شود. هم بایدن و هم ترامپ از قالب و برنامه مناظره CPD انتقاد کردند. در مهٔ ۲۰۲۴، هر دو کمپین با یک معامله برای دور زدن CPD و برگزاری مناظرات جایگزین موافقت کردند.

## زمینه

### کمیسیون مناظرات ریاست جمهوری
در آوریل ۲۰۲۲، کمیته ملی جمهوری‌خواه به اتفاق آرا به خروج از کمیسیون مناظرات ریاست جمهوری (CPD) رأی داد. رونا مک دانیل، رئیس کمیته، این سازمان را «جهت‌دار» توصیف کرد و اظهار داشت که آن‌ها «سکوهای مناظره جدیدتر و بهتر» را برای نامزدهای جمهوری‌خواه آینده خواهند یافت. این اعلامیه پس از سال‌ها تنش بین سازمان‌ها، از جمله تهدید در اوایل سال توسط جمهوری‌خواهان مبنی بر تغییر قوانین خود برای منع شرکت‌کنندگان در مناظرات CPD، منتشر شد. در پاسخ، کمیسیون اعلام کرد که «برنامه‌های [آن] برای سال ۲۰۲۴ مبتنی بر انصاف، بی‌طرفی و تعهدی قاطع برای کمک به مردم آمریکا خواهد بود تا در مورد نامزدها و مسائل اطلاعات کسب کنند.»
دونالد ترامپ، رئیس‌جمهور سابق آمریکا که پیشتاز نامزدی جمهوری‌خواهان بود، در هیچ مناظره مقدماتی شرکت نکرد و آن را غیرضروری و برای کمپین خود مضر دانست. او قبلاً CPD را به رفتار ناعادلانه در مناظره‌های ۲۰۱۶ و ۲۰۲۰ متهم کرده بود و به همین خاطر احتمال حضور ترامپ در این مناظره‌ها زیر سؤال رفته بود. با این حال، ترامپ در مصاحبه‌ای در ژوئن ۲۰۲۳ به برت بر مجری شبکه فاکس نیوز گفت که علاقه‌مند است در صورتی که جو بایدن نامزد دموکرات‌ها شود، با وی مناظره کند. در آن زمان، بایدن نیز متعهد به شرکت در این مناظره نبود، زیرا کمپین او نیز به مانند ترامپ با کمیسیون مناظره بر سر قوانینش درگیر بود، اگرچه در آوریل ۲۰۲۴ او تأیید کرد که قصد دارد با ترامپ مناظره کند.
بایدن و ترامپ در مارس ۲۰۲۴ به عنوان نامزدهای حزب خود انتخاب شدند و اولین رویارویی مجدد بین دو نامزد ریاست‌جمهوری از سال ۱۹۵۶ را رقم زدند. در ۱۴ آوریل ۲۰۲۴، تعدادی از سازمان‌های خبری بزرگ نامه‌ای سرگشاده به نامزدها نوشتند و از آن‌ها خواستند در مناظره‌ها شرکت کنند، چرا که «سنتی غنی در دموکراسی آمریکایی ما» است و انتظارات بالایی برای برگزاری مناظره‌ها وجود دارد. امضاکنندگان این نامه عبارت بودند از ای‌بی‌سی نیوز، سی‌بی‌اس نیوز، سی‌ان‌ان، ان‌بی‌سی نیوز، و فاکس نیوز و غیره.
اگر یکی از نامزدهای اصلی تصمیم بگیرد که در یک مناظره عمومی شرکت نکند؛ این اولین بار از سال ۲۰۲۰ خواهد بود که این اتفاق می‌افتد، زمانی که رئیس‌جمهور ترامپ از شرکت در مناظره دوم با بایدن امتناع کرد، زیرا این مناظره به خاطر ابتلای ترامپ به کووید-۱۹ باید مجازی برگزار می‌شد. این اتفاق قبلاً در سال ۱۹۸۰ نیز رخ داد، زمانی که رئیس‌جمهور جیمی کارتر از شرکت در اولین مناظره با رونالد ریگان به دلیل حضور نامزد مستقل جان بی. اندرسون خودداری کرد. اگر هر دو نامزد حضور در مناظره را رد کنند، این اولین انتخابات ریاست‌جمهوری از سال ۱۹۷۲ بدون مناظره عمومی خواهد بود. علاوه بر این، اگر نامزد مستقل رابرت اف کندی جونیور نتایج نظرسنجی فعلی خود را بهبود می‌بخشید، او اولین نامزد حزب سوم پس از راس پرو در سال ۱۹۹۲ بود که واجد شرایط شرکت در مناظره‌ها می‌شد.
کریس لاسیویتا و سوزی وایلز، مدیران کمپین ترامپ، علاوه بر برگزاری زودتر از موعد مقرر در سپتامبر، بر برگزاری مناظرات بیشتر توسط CPD تأکید کرده بودند، هرچند کمیسیون از پذیرش آن خودداری کرد. در طول مبارزات انتخاباتی خود در سال ۲۰۲۴، ترامپ بارها قصد خود برای همکاری با CPD را تأیید کرد و بایدن را به مناظره در «هرجا، هر زمان و هر مکان» دعوت کرد.
CPD برنامه برگزاری چهار مناظره خود را در ۲۰ نوامبر ۲۰۲۳ اعلام کرد. همه مناظره‌ها در ساعت ۹ شب به وقت شرق آمریکا شروع می‌شد و ۹۰ دقیقه بدون وقفه ادامه می‌یافت. به منظور واجد شرایط بودن برای مناظره‌های تحت حمایت CPD، نامزدها باید معیارهای زیر را داشته باشند: (نامزدهای معاونت ریاست‌جمهوری با حضور در انتخابات ریاست‌جمهوری واجد شرایط هستند)
- از نظر قانون اساسی برای تصدی ریاست جمهوری واجد شرایط باشند.
- فرد باید روی کاغذ توانایی بردن اکثریت آرا در کالج انتخاباتی را داشته باشد. به این معنی که نام او در اکثر ایالت‌ها بر روی برگه‌های رأی چاپ شود.
- در نظرسنجی‌ها باید حداقل ۱۵ درصد حمایت مردمی داشته باشد. کمیسیون مناظره پنج سازمان نظرسنجی ملی را انتخاب می‌کند و با استفاده از میانگین نتایج این سازمان‌ها تصمیم‌گیری می‌کند.

### مناظره‌های جایگزین بایدن و ترامپ
در ۱۵ مه ۲۰۲۴، کمپین بایدن اعلام کرد که در مناظره‌های میزبانی CPD شرکت نخواهد کرد و در عوض از ترامپ برای شرکت در دو مناظره جایگزین که در ژوئن و سپتامبر برگزار می‌شود، دعوت کرد که هر کدام در یک استودیوی خبری تلویزیونی بدون تماشاگر میزبانی می‌شدند. جن اومالی دیلون، مدیر کمپین انتخاباتی بایدن، سه دلیل برای کنار گذاشتن CPD بیان کرد؛ مناظرات تا آغاز رای‌گیری زودهنگام تمام نمی‌شود، مناظره‌ها تبدیل به «نمایش» شده و CPD نمی‌تواند «قوانین خودش را اجرا کند». فرانک فارنکوپف، رئیس CPD، در مصاحبه با پولیتیکو این ادعاها را رد کرد و گفت که تاریخ مناظره ۱۶ سپتامبر بهینه‌ترین گزینه بوده است، علاوه بر این اشاره کرد که مناظره‌های عمومی انتخابات «مثل مناظره‌های مقدماتی نیست» و ترامپ خود در جریان مناظره انتخابات عمومی ۲۰۲۰ که کریس والاس مجری‌اش بود، از قوانین مناظره پیروی نکرده بود. بایدن و ترامپ پیشنهاد CNN را برای برگزاری اولین مناظره در ۲۷ ژوئن و پیشنهاد ABC برای برگزاری دومین مناظره در ۱۰ سپتامبر را پذیرفتند.
ترامپ در همان روز اعلام کرد که پیشنهاد مناظره فاکس نیوز در ۲ اکتبر ۲۰۲۴ را نیز پذیرفته، با این حال کمپین بایدن احتمال برگزاری مناظره سوم را رد کرد. کندی دو نامزد را متهم به «تبانی» برای حذف او از مناظره‌های تلویزیونی کرد «زیرا آنها می‌ترسند من برنده شوم». سی‌ان‌ان و ای‌بی‌سی تصمیم گرفته بودند که معیارهایی مشابه با CPD برای واجد شرایط بودن انتخاب کنند و کندی در آن زمان بر روی تعداد کافی از برگه‌های رأی ایالتی حضور نداشت. کمپین بایدن به‌طور ناموفق پیشنهاد کرده بود که نامزدهای حزب ثالث از مناظره کنار گذاشته شوند.
ترامپ در ۱۷ مه اعلام کرد که مایل است مناظره دیگری با بایدن برگزار کند که توسط NBC News و Telemundo برگزار می‌شود.

### سایر مناظره‌های پیشنهادی
در ۷ مه ۲۰۲۴، رابرت اف کندی جونیور با انتشار نامه ای سرگشاده، رئیس‌جمهور سابق ترامپ را به مناظره با او در کنوانسیون ملی لیبرتارین، که قرار است هر دو از ۲۴ تا ۲۵ ماه مه در آن سخنرانی کنند، دعوت کرد. او به ادعاهای مکرر و پر سر و صدا ترامپ مبنی بر اعلام آمادگی مناظره در هر جا استناد کرد. ترامپ هنوز به این دعوت پاسخ نداده است.
پیشنهاد شده در ماه ژوئیه مناظره‌ای بین معاونان برگزار شود. معاون جمهوری‌خواه هنوز مشخص نیست و در کنوانسیون ملی جمهوری‌خواهان (۲۰۲۴) مشخص می‌شود که چه کسی معاون ترامپ خواهد بود. کمپین بایدن با مناظره معاون رئیس‌جمهور به میزبانی سی‌بی‌اس نیوز موافقت کرد که در ۲۳ ژوئیه یا ۱۳ اوت برگزار شود کمپین ترامپ در مصاحبه با پولیتیکو تأیید کرد که از این پیشنهاد آگاه است، اما هنوز تصمیمی نگرفته است. ترامپ در ۱۷ مه اعلام کرد که با مناظرهٔ معاونت ریاست‌جمهوری آیندهٔ خود به نمایندگی از او موافقت کرده است. برت بر از فاکس نیوز در مصاحبه ای با مارتا مک کالوم که در ۱۷ مه برگزار شد، اظهار داشت که فاکس مایل است در ۲۳ جولای، ۱۳ اوت و بعد از برگزاری کنوانسیون هر دو حزب، میزبانی یک مناظره بین معاونان را بر عهده بگیرد.

## فهرست مناظره‌ها
| ۱ | June 27, 2024 9:00 p.m. EDT                  | سی‌ان‌ان                  | آتلانتا              | جیک تپر دانا باش       | I      | I      |
| ۲ | September 10, 2024                           | ای‌بی‌سی نیوز             | TBD                  | دیوید مویر لینزی دیویس | I      | I      |
| ۳ | September 16, 2024 9:00 p.m. –10:30 p.m. EDT | دانشگاه ایالتی تگزاس    | سن مارکوس            | NA                     | لغو شد | لغو شد |
| ۴ | October 1, 2024 9:00 p.m. –10:30 p.m. EDT    | دانشگاه ایالتی ویرجینیا | پیترزبورگ، ویرجینیا  | NA                     | لغو شد | لغو شد |
| ۵ | October 9, 2024 9:00 p.m. –10:30 p.m. EDT    | دانشگاه یوتا            | Salt Lake City, Utah | NA                     | لغو شد | لغو شد |

| ۱ | September 25, 2024 9:00 p.m. –10:30 p.m. EDT | کالج لافایت | ایستون، پنسیلوانیا | NA | لغو شد | لغو شد |

## مناظره ریاست جمهوری ۲۷ ژوئن (آتلانتا)
اولین مناظره روز پنجشنبه ۲۷ ژوئنِ ۲۰۲۴ از ساعت ۹:۰۰ شب به وقت شرق آمریکا در آتلانتا، جورجیا برگزار شد.

### شرایط
نامزدهای ریاست‌جمهوری، برای این که بتوانند در این مناظره شرکت کنند، باید معیارهای زیر را دارا می‌بودند:
- از نظر قانون اساسی برای تصدی ریاست جمهوری واجد شرایط باشد.
- در کمیسیون انتخابات فدرال تشکیل پرونده دهد.
- روی تعداد کافی تعرفه‌های رای حضور داشته باشد تا به روی کاغذ، شانس کسب اکثریت آرا در کالج الکترال وجود داشته باشد (یا به عبارت دیگر شانس برنده شدن حداقل ۲۷۰ الکترال را داشته باشد).
- با قواعد مناظره موافقت کند.
- سطح حمایت حداقل ۱۵ درصد در نظرسنجی‌های ملی را داشته باشد که توسط چهار سازمان ملی نظرسنجی افکار عمومی منتخب سی‌ان‌ان تعیین شده، این نظرسنجی‌ها بین ۱۳ مارس تا ۲۰ ژوئن ۲۰۲۴ انجام می‌شود.

این برنامه در چندین پلتفرم، از جمله سی‌ان‌ان بین‌الملل، سی‌ان‌ان اسپانیایی، سی‌ان‌ان مکس و وبسایت سی‌ان‌ان، در دسترس بود.
| نامزدهای راه‌یافته به مناظرهٔ اول |                             |                                                    |                       |
| نامزد                           | واجد شرایط نظرسنجی‌های عمومی | واجد شرایط تعرفه رأی                               | دارای دو شرط/ دعوت‌شده |
| بایدن                           | آری تأیید در ۱۳ نظرسنجی     | آری تمامی ۵۳۸ الکترال تأییدشده                     | آری                   |
| ترامپ                           | آری تأیید در ۱۳ نظرسنجی     | آری تمامی ۵۳۸ الکترال تأییدشده                     | آری                   |
| کندی جونیور                     | نه تأیید در ۳ نظرسنجی       | نه ۱۲۹ الکترال تأییدشده ۹۴ الکترال در انتظار تأیید | نه                    |
| استاین                          | نه تأیید در ۰ نظرسنجی       | آری ۲۷۹ الکترال تأییدشده                           | نه                    |
| وست                             | نه تأیید در ۰ نظرسنجی       | نه ۳۳ الکترال تأییدشده ۲۲ التکرال در انتظار تأیید  | نه                    |

## مناظره ریاست جمهوری ۱۰ سپتامبر
مناظره دوم در روز سه شنبه ۱۰ سپتامبر ۲۰۲۴ برگزار می‌شود.
ای‌بی‌سی اعلام کرد که این مناظره به صورت همزمان از شبکه‌های دیگر نیز پخش خواهد شد.

## دیگر مناظره‌های ریاست جمهوری

### مناظره‌های ۲۴ تا ۲۵ فوریه (کاستا مسا)
حزب لیبرتارین کالیفرنیا میزبان دو مناظره چند حزبی در کنوانسیون ایالتی خود در کاستا مسا، کالیفرنیا بود.
در شب اول، مایکل رکتنوالد و مایک تر مات، نامزدهای لیبرتارین و کاندیدای مستقل رابرت اف کندی جونیور حضور داشتند. گفته می‌شد کاندیدای حزب سبز ، جیل استین نیز حضور خواهد داشت اما این اتفاق نیفتاد.
در شب دوم، چارلز بالی، لارس مپستد، و ژاکوب هورنبرگر، نامزدهای لیبرتارین در کنار کورنل وست، نامزد مستقل حضور داشتند.

### مناظره ۲۹ فوریه (نیویورک)
بنیاد انتخابات آزاد و برابر میزبان یک مناظره چند حزبی در ۲۹ فوریه ۲۰۲۴ در نیویورک بود که توسط کریستینا توبین، رئیس بنیاد، گردانده می‌شد.
کاندیداها بر اساس آرای عمومی از طریق رای‌گیری اپ سازمان با فرایند ممیزی پس از آن دعوت شدند. کلودیا دلاکروز نامزد سوسیالیسم و آزادی، وست و کندی نامزدهای مستقل، چیس الیور و مپستد نامزدهای لیبرتارین و استین و جاسمین شرمن نامزدهای سبز دعوت شده بودند، اگرچه کندی و وست از شرکت در آن خودداری کردند.
این مناظره دو ساعته در یوتیوب، رامبل، سی‌اس‌پی‌ان و پلتفرم‌های مختلف دیگر پخش شد. در یکی از لحظات مناظره، جیسون پالمر، یکی از گردانندگان، به توافق نسبی پنج نامزد در مورد مسائل اجتماعی اشاره کرد، اگرچه بحث تا پایان رقابتی‌تر شد. شرمن در نظرسنجی سازمان که پس از مناظره انجام شد، برنده شد.

### مناظره ۱۱ جولای (لاس وگاس)
بنیاد انتخاب آزاد و برابر میزبان دومین مناظره در ۱۱ ژوئیه ۲۰۲۴ در FreedomFest در لاس وگاس، نوادا خواهد بود که توسط کریستینا توبین، رئیس بنیاد، گردانده می‌شود.
برخلاف مناظره اول، این مناظره فقط دعوتی خواهد بود. این سازمان در شبکه اجتماعی X تأیید کرد که ترامپ، بایدن و کندی جونیور به همراه سایر نامزدهای هنوز مشخص نشده دعوت خواهند شد. تا ۲۰ مه، هیچ نامزدی شرکت خود را تأیید نکرده است.

## یادداشت
1. ↑  به عنوان نامزد دموکرات انتخاب شد
2. ↑  به عنوان نامزد جمهوری‌خواه انتخاب شد
3. ↑   کمپین کندی جونیور در نوادا نیز ۶ رأی لازم را به دست آورد اما وزیر داخلهٔ این ایالت گفته که درخواست وی احتمالاً به خاطر ثبت نکردن معاون رد خواهد شد.[۳۵]
4. ↑  ۲۵۳ برای نامزدی حزب کافی است